# Diana Ross & the Supremes Join the Temptations
Diana Ross & the Supremes Join the Temptations è un album che rappresenta la collaborazione fra il gruppo musicale femminile R&B statunitense Diana Ross & The Supremes ed i The Temptations, i due gruppi che all'epoca rappresentavano le maggiori vendite per la Motown Records. Pubblicato nel 1968, l'uscita dell'album coincise con la trasmissione dello speciale televisivo proprio dedicato ai due gruppi, ed ebbe un notevole successo.

## Tracce

### Lato A
1. Try It Baby (Berry Gordy, Jr.) – 3:42
2. I Second That Emotion (Smokey Robinson, Al Cleveland) – 2:19
3. Ain't No Mountain High Enough (Nickolas Ashford, Valerie Simpson) – 2:16
4. I'm Gonna Make You Love Me (Kenneth Gamble, Leon Huff, Jerry Ross) – 3:06
5. This Guy's in Love with You (Burt Bacharach, Hal David) – 3:48
6. Funky Broadway (Lester Christian) – 2:32

### Lato B
1. I'll Try Something New (Robinson) – 2:20
2. A Place in the Sun (Ron Miller, Bryan Wells) – 3:29
3. Sweet Inspiration (Dan Penn, Spooner Oldham) – 2:55
4. Then (Robinson, Ronald White, Warren Moore) – 2:12
5. The Impossible Dream (Joe Darion, Mitch Leigh) – 4:47

## Singoli
- I'm Gonna Make You Love Me/A Place in the Sun (Motown 1137, 1968)
- I'll Try Something New/The Way You Do the Things You Do (Motown 1142, 1969)
- I Second That Emotion/The Way You Do the Things You Do (Tamla-Motown 709, solo nel Regno Unito,1969)

## Classifiche
| Classifica(1968)                | Posizione più alta |
| U.S. Billboard 200              | 2                  |
| U.S. Billboard R&B Albums Chart | 1                  |
| Official Albums Chart           | 1                  |